# 微软飞行
Microsoft Flight（尚未有官方中文譯名，一般譯作微軟飛行，下文皆以此名為代替）是一款由微軟遊戲工作室開發的航空模擬遊戲。在此之前，微軟停止開發了擁有多年品牌歷史的微軟模擬飛行系列遊戲（Microsoft Flight Simulator）。
本作遊戲採用網絡遊戲免費模式（Free-to-play）；付費玩家可下載的額外內容，包括新的飛行器和地景。與微軟模擬飛行以忠實玩家為開發中心不同的是，微軟飛行更側重於大眾化的飛行操作並以此為賣點來吸引更多玩家。
2012年7月，微軟永久性地終止了遊戲的開發，以重組其公司的“長線目標及發展計劃”。遊戲仍可以在其官方網站下免費下載。其中包括Icon A5飛機和夏威夷島的地景。遊戲亦可通過整合了Xbox-Live的Games For Windows市場或者從Steam網站上下載附加下載內容來擴充遊戲內容。

## 發展歷史
該作與2012年2月29日發布。在此之前，只有少量關於本作的信息被公開，但微軟暗示該作的真實性與精確性依舊能吸引飛行愛好者，同時新的遊戲玩法也將會吸引到新玩家。在遊戲中，通過整合在內的Games for Windows – Live平台，允許擁有Live帳號的玩家通過Xbox Live的Gamertag功能組建或加入多人在線遊戲。這亦意味著Gamespy客戶端將不再被使用。
本作遊戲中啟用了新的DLC系統，這個系統被整合在Game For Windows市場中。所有微軟飛行的附加組件都能在市場中購買並安裝。本作沒有提供公共的软件开发工具包（Software Development Kit，SDK）給開發者，所有DLC都由微軟工作室進行開發。
2011年12月1日，微軟在本作官網中公開了測試版程序。2011年12月13日，在其官方的facebook面頁上也公佈了一份聲明，表示將會在其Youtube頻道發布一系列宣傳視頻。
官方於2012年1月4日宣布本作將採取網絡遊戲免費模式（free-to-play），並於2012年春季發布本作。而在1月6日，官方宣布微軟飛行將於2月29日提供免費下載。同時宣布遊戲的首個擴展包也將於29日當天發布。

## 開發終止
2012年7月25日，微軟宣布取消對遊戲的後續開發，表示這是程序開發管理的“潮漲潮落”的自然過程。評論家認為，這個決定表明，該作的銷售可能由於與其他產品如X-PLANE的競爭而過於緩慢地增長。Gleen Pew在AVweb.com的一篇文章上寫道：“對比起之前深受歡迎的模擬飛行系列，微軟飛行無法（為玩家）提供那種能與前作媲美的飛行體驗。在市場競爭中，包括X-PLANE等的競爭對手們提供了（比微軟飛行）更為高級的特色功能，（使玩家能）對內置的飛行器進行設計和飛行測試，通過控制眾多參數從而地對飛行環境進行改變，以及（他們能提供給玩家）高真實度的地景和全球真實世界的地形圖。”停止開發後，微軟會繼續為遊戲社區給予支援並提供遊戲免費下載。
在宣布結束本作的後續開發後，微軟發布了一個對遊戲核心程序進行了小改進的測試程序。這個被命名為“更新1.1.1.30063”（update 1.1.1.30063）的升級程序於2012年9月25日發布，更新範圍涉及Steam用戶。該更新沒有包含任何實質的新內容，只是對Bug進行了修復。

## 系統改進與升級

一張來自微軟公司發布的微軟飛行截圖，展示了本作中新的光影引擎對光影投射在虛擬駕駛艙上的渲染效果以及投射適應能力。

微軟飛行包括了以下的特色內容：新飛機，地景和地形，經過改進的天氣模擬引擎，和對於所有級別玩家的新遊戲元素。通過這個新的天氣引擎，遊戲能渲染出更為真實的雲和天氣影響，包括之前微軟模擬飛行X中不能顯示的環繞在山頂霧氣。如截圖所示的，最值得注意的圖形改進是一個更新的圖形模型並使用了新版本DirectX進行演算。其中一項改進是更為真實的燈光效果和和飛行器自身的陰影效果，同時還有地形和景色等物體在對其他物體和地形的陰影投影效果的改進。飛行器的虛擬座艙視覺相比起前作也作出了很大的提升。該作還擁有了一個新的任務系統。

### 系統需求
以下為微軟官方列出的最低配置和建議的高配置：
最小需求：
- CPU：雙核2.0 GHz處理器
- 顯卡：256 MB支持Shader 3.0（兼容DX 9.0c）的顯卡
- 硬盤空間：10 GB空閒硬盤空間
- 操作系統：Windowns XP SP3 或更高版本系統（不支持Windows XP 64位版）
- 內存大小：2 GB

推薦（高設定效果）：
- CPU：英特爾酷睿i7（Intel Core i7）960 3.20 GHz 或 AMD Phenom II X6 1100T 3.3 GHz
- 顯卡：1024 MB ATI Radeon HD 5670 或 1024 MB NVIDIA GeForce 9800 GT 或同級別的顯卡
- 硬盤空間：30 GB空閒硬盤空間
- 操作系統：Windows 7 SP1 64位版
- 內存大小：6 GB

### 可下載附加內容（DLC）
遊戲的整體內容（包括了Icon A5飛機和夏威夷島區域的地景）均可在官網上免費下載。遊戲亦可通過Game For Windows市場下載可下載附加內容（DLC）進行擴展。可下載內容如下表所示：
| 類型 | 名稱                         | 發布日期      | 所需微軟積分* | 價格 （美元）* | 備註                                                                                          |
| ---- | ---------------------------- | ------------- | ------------- | -------------- | --------------------------------------------------------------------------------------------- |
| 飛機 | Boeing-Stearman Model 75     | 2012年2月29日 | 0             | $0.00          | 登錄Game for Windows － Live可免費獲得。                                                      |
| 飛機 | Maule M-7-260C               | 2012年4月4日  | 1200          | $14.99         | [ 17 ]                                                                                        |
| 飛機 | 北美人P-51野馬戰鬥機         | 2012年4月4日  | 640           | $7.99          | 只包含外部駕駛艙視角。沒有駕駛艙視角。                                                        |
| 飛機 | 三菱A6M2零式艦上戰鬥機       | 2012年4月4日  | 560           | $6.99          | 只包含了外部駕駛艙視角。沒有駕駛艙視角。                                                      |
| 飛機 | 柯蒂斯P-40戰鷹戰鬥機         | 2012年4月26日 | 560           | $6.99          | 只包含外部駕駛艙視角。沒有駕駛艙視角。                                                        |
| 飛機 | F4U海盜式戰鬥機              | 2012年5月31日 | 560           | $6.99          | 只包含外部駕駛艙視野。不包含駕駛艙視野。                                                      |
| 飛機 | 紅色機尾版P-51野馬戰鬥機     | 2012年6月8日  | 0             | $0.00          | 作為盧卡斯影業、二十世纪福克斯製作的電影《紅色機尾》（臺譯熾天之翼，Red Tails）的宣傳而發布。 |
| 飛機 | Carbon Cub Deluxe            | 2012年7月25日 | 1200          | $14.99         | 針對Alaskan Wilderness包中免費版Cub飛行器的升級。                                             |
| 地景 | Hawaiian Adventure           | 2012年4月4日  | 1600          | $19.99         | 包含了夏威夷島的其他區域，並且包含了Van's Aircraft RV-6飛行器。                               |
| 地景 | Alaskan Wilderness           | 2012年7月3日  | 1200          | $14.99         | 包括586,000平方米的阿拉斯加景色以及Carbon Cub飛行器。飛行器沒有提供駕駛艙視野。               |
| 飛機 | 柯蒂斯C-46“突击队员”型運輸機 | 2012年8月27日 | 560           | $6.99          | 該DLC在停止開發時已經接近完成。只有外部駕駛艙視角，沒有駕駛艙視角。                           |

* 以上價格及其所需微軟積分點數為建議零售價。

## 評價
該作普遍評價較為一般，在IGN只得到了5/10分的評價。而在Metacritic上，微軟飛行只得到64/100的評分。

## 外部連結
- 微软飞行官方网站（英文）